# Domenico Mariani
Domenico Mariani, né le 3 avril 1863 à Posta, dans la province de Rieti, dans le Latium, en Italie, et mort le 23 avril 1939 au  Vatican, est un cardinal italien de l'Église catholique romaine.

## Biographie
Domenico Mariani fait de travail pastoral dans le diocèse de Rome et est chanoine à la basilique Saint-Pierre. Il est secrétaire de la Commission cardinalice pour l'administration des  propriétés du Saint-Siège.
Le pape Pie XI le créé cardinal lors du consistoire du 18 décembre 1935. Le cardinal Mariani est à partir de 1935 le président de l'administration des propriétés du Saint-Siège et participe au conclave de 1939, lors duquel Pie XII est élu.